# Тонконіг вузьколистий
Тонконіг вузьколистий (Poa angustifolia L.) — вид рослин з роду тонконіг (Poa) родини тонконогових (Poaceae).

## Загальна біоморфологічна характеристика
Багаторічний злак. Рослина утворює невеликі щільні дерновини і повзучі кореневища. Вегетативні пагони зібрані в невеликі пучки і оточені піхвами відмерлих торішніх листків. Стебла 5–80 см заввишки. Листя згорнуті, рідше плоскі 0,5–2 мм завширшки, верхній лист 0,5–7 см завдовжки, в кілька разів коротше піхви. Волоті звичайно трохи звужені, зі слабошорсткуватими гілочками. Колоски 3,5–5(6) мм завдовжки, з 2–4, рідше 5–6 квітками. Нижня квіткова луска 2,5–3 мм завдовжки. Цвіте в травні-червні.
Анемофіл; апомікт.
Число хромосом — 2n = 56 (46-72).

## Поширення

### Природний ареал
- Африка
  - Північна Африка: Алжир; Марокко
- Азія
  - Аравійський півострів: Саудівська Аравія
  - Західна Азія: Афганістан; Кіпр; Іран; Ірак; Туреччина
  - Кавказ: Вірменія; Азербайджан; Грузія
  - Сибір: Росія — Східний Сибір, Західний Сибір
  - Середня Азія: Казахстан; Киргизстан; Таджикистан; Туркменістан; Узбекистан
  - Монголія
  - Далекий Схід Росії
  - Індійський субконтинент: Індія; Пакистан
- Європа
  - Північна Європа: Данія; Фінляндія; Ірландія; Норвегія; Швеція; Об'єднане Королівство
  - Середня Європа: Австрія; Бельгія; Чехія; Німеччина; Угорщина; Нідерланди; Польща; Словаччина; Швейцарія
  - Східна Європа: Білорусь; Естонія; Латвія; Литва; Молдова; Російська Федерація — європейська частина; Україна (вкл. Крим)
  - Південно-Східна Європа: Албанія; Болгарія; Хорватія; Греція (вкл. Крит); Італія (вкл. Сардинія, Сицилія); Румунія; Сербія; Словенія
  - Південно-Західна Європа: Франція (вкл. Корсика)
- Північна Америка
  - Субарктична Америка: Канада — Північно-західні території
  - Східна Канада: Нью-Брансвік, Ньюфаундленд, Нова Шотландія, Онтаріо, Квебек
  - Західна Канада: Альберта, Британська Колумбія, Манітоба, Саскачеван
  - Північний Схід США: Коннектикут, Індіана, Мен, Массачусетс, Мічиган, Нью-Гемпшир, Нью-Джерсі, Нью-Йорк, Огайо, Пенсільванія, Род-Айленд, Вермонт, Західна Вірджинія
  - Північний Центр США: Іллінойс, Айова, Міннесота, Міссурі, Небраска, Північна Дакота, Південна Дакота, Вісконсин
  - Північний Захід США: Айдахо, Монтана, Орегон, Вашингтон
  - Південний-Схід США: Делавер, Кентуккі, Меріленд, Вірджинія
  - Південний Захід США: Каліфорнія, Невада, Юта

### Натуралізація
- Південна Америка
  - Аргентина

Натуралізований в інших місцях, в районах з помірним кліматом.

## Екологія
Росте на сухих відкритих ділянках, по степових і суходільних луках, пісках і галечниках, лісових галявинах, степових схилах, іноді на полях, біля доріг, в населених пунктах.

## Господарське значення
Кормова рослина. Тонконіг вузьколистий доцільно охороняти і використовувати в природних умовах при відновленні розораних і порушених земель для підвищення протиерозійних властивостей рослинності на схилах, а також у культурфітоценозах для створення стійких і довговічних дернових покриттів (протиерозійного, сінокісно-пасовищного призначення, на декоративних та спортивних газонах).

## Систематика
В деяких сучасних наукових джерелах Poa angustifolia розглядається як синонім Poa pratensis L. subsp. angustifolia (L.) Arcang.